# Palais Liechtenstein (Herrengasse)

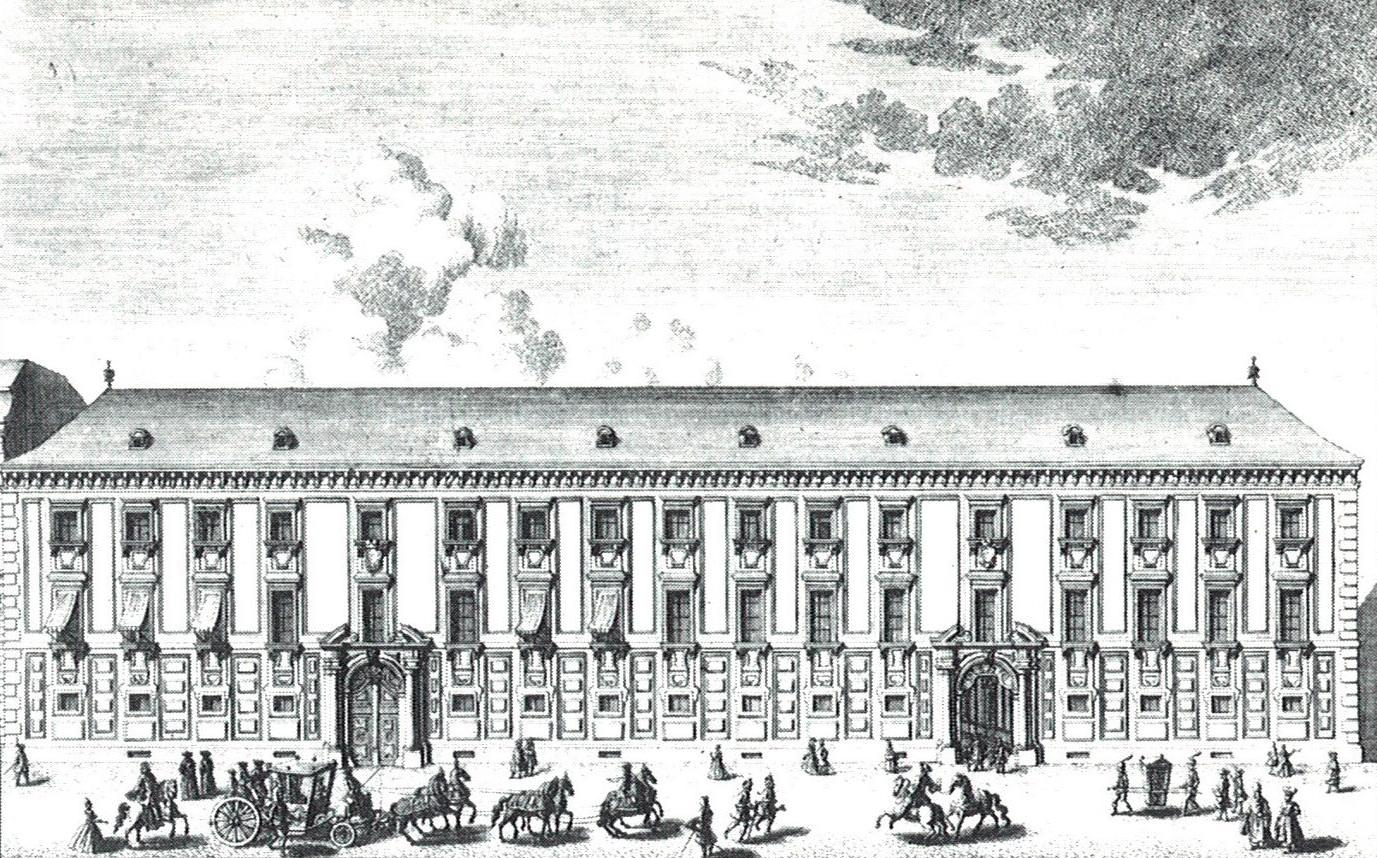
Das Palais Liechtenstein an der Herrengasse, Stich nach Salomon Kleiner.

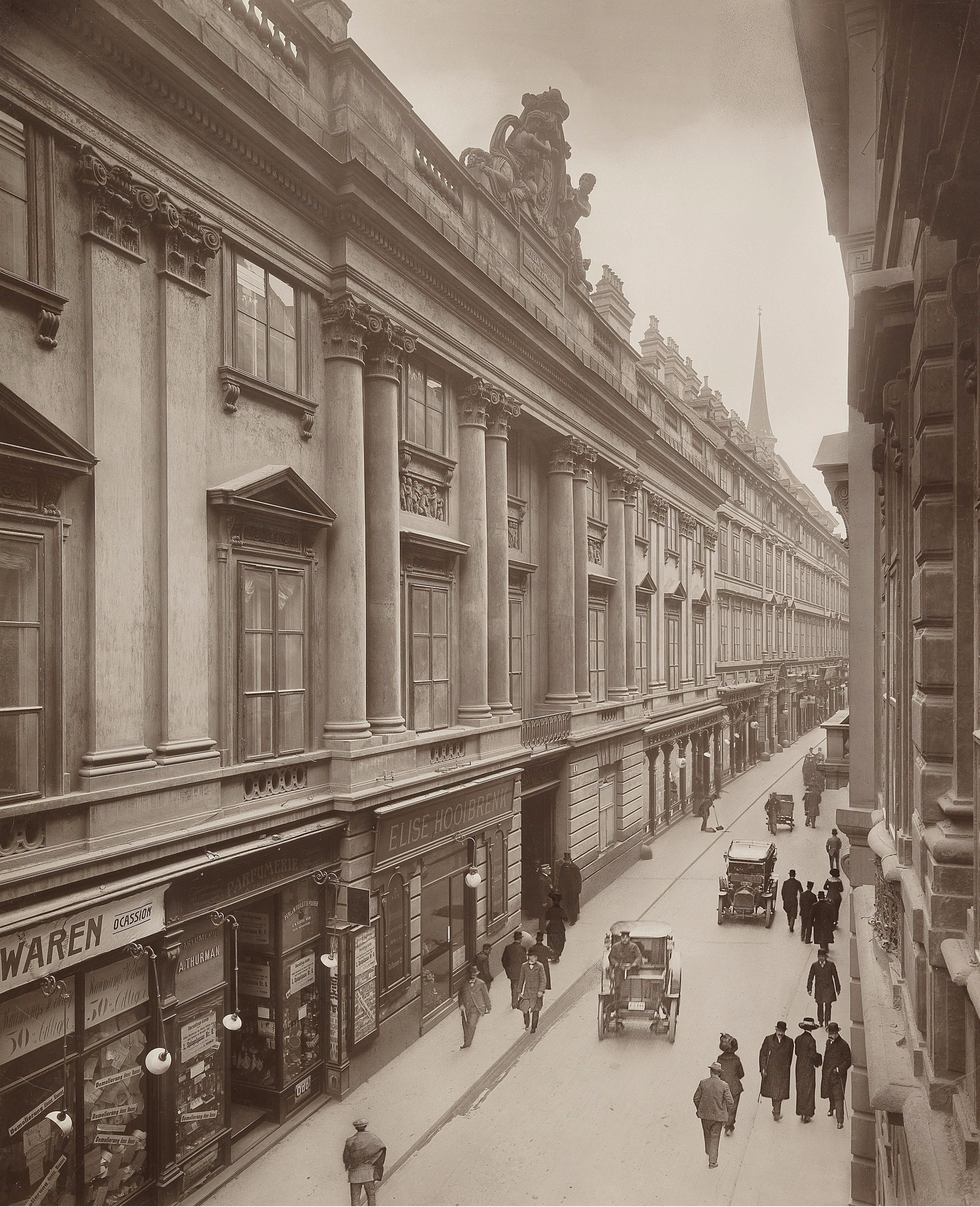
Das Palais Liechtenstein (ca. 1905)

Das Palais Liechtenstein in der Wiener Herrengasse 6–8 war ein weitläufiger, im Wesentlichen aus dem frühen 18. Jahrhundert stammender, aber mehrfach umgestalteter Adelspalast, der 1913 abgerissen wurde und einer gründerzeitlichen Verbauung weichen sollte. Er stand im Eigentum der fürstlichen Familie Liechtenstein.

## Geschichte
Das ursprüngliche Haus zwischen Michaelerplatz und Wallnerstraße war bereits 1443 von Christoph II., Herr zu Liechtenstein und Nikolsburg († 1445), gekauft worden. 1792 wurde der Gebäudekomplex von dem Architekten Joseph Hardtmuth wesentlich erweitert.
Bemerkenswert an dem 1913 abgerissenen Palais waren vor allem die prachtvolle, klassizistische Bibliothek, die ab 1846 vom „Adeligen Casino“ genutzt wurde, sowie der 588 Personen fassende Bösendorfer-Saal, eine ehemalige Reitschule. Dieser seit 1872 bestehende Konzertsaal mit berühmter Akustik wurde in den wenigen Jahrzehnten seines Bestehens zu einem der musikalischen Zentren von Wien. Das letzte Konzert fand am 2. Mai 1913 statt und wurde von Stefan Zweig in seinem Erinnerungswerk Die Welt von Gestern ausführlich und wehmutsvoll beschrieben.
Durch den Ausbruch des Ersten Weltkrieges verzögerte sich die neue Nutzung des Grundstücks, sodass mehr als 15 Jahre lang eine Baulücke in prominenter Innenstadtlage bestand. Erst 1930–1932 wurde hier von Siegfried Theiss und Hans Jaksch das 16-geschoßige Hochhaus Herrengasse errichtet.